# Mesosemia kahuapayani
Mesosemia kahuapayani is een vlindersoort uit de familie van de prachtvlinders (Riodinidae), onderfamilie Riodininae.
Mesosemia kahuapayani werd in 2004 beschreven door Hall, J & Harvey.